# 栃木県道・群馬県道・埼玉県道20号足利邑楽行田線
栃木県道・群馬県道・埼玉県道20号足利邑楽行田線（とちぎけんどう・ぐんまけんどう・さいたまけんどう20ごう あしかがおうらぎょうだせん）は、栃木県足利市から群馬県邑楽郡邑楽町を経由し埼玉県行田市に至る県道（主要地方道）である。

## 概要
栃木県足利市の川崎橋南交差点から南下し、栃木・群馬・埼玉の3県を南北に貫き、埼玉県行田市東部までを結ぶ道路である。
沿線には多数の工業団地を抱えるために大型車の往来が激しい。
埼玉・群馬県境では利根大堰上（武蔵大橋）を渡っており、前後の取付部は急勾配もしくは直角カーブになっているため、大型車同士のすれ違いが困難であり、さらに利根川を越える橋が付近にはないため（昭和橋、刀水橋ともに距離がある）、県境付近では渋滞が頻発している。
また埼玉県道306号上中森鴻巣線と一本で続いており、国道17号から直接他路線を経由することなく国道125号や国道354号、国道122号、国道50号と5つもの国道と交差している唯一のルートでもある。

### 路線データ
- 起点 : 栃木県足利市野田町（川崎橋南交差点＝栃木県道8号足利館林線・栃木県道128号佐野太田線交点）
- 終点 : 埼玉県行田市小見（小見交差点＝埼玉県道7号佐野行田線、埼玉県道306号上中森鴻巣線交点）
- 重要な経過地：邑楽郡邑楽町[注釈 1]
- 総延長 : 不明（栃木県区間 : 4.580 km、群馬県区間 : 不明、埼玉県区間 : 不明）
- 実延長 : 不明（栃木県区間 : 4.580 km、群馬県区間 : 不明、埼玉県区間 : 3.249 km）

## 歴史
- 1959年（昭和34年）9月18日：群馬県より現・道路法に基づき、前々身路線にあたる県道中野野邊線（邑楽郡邑楽村大字中野 - 館林市大字野邊、整理番号203）が路線認定される[1]。
  - 同日、その前身路線にあたる県道中野赤岩線（邑楽郡邑楽村大字中野 - 同郡千代田村大字赤岩、整理番号184）が路線廃止される[2]。
- 1972年（昭和47年）3月31日：群馬県より、県道足利邑楽行田線（〈足利市〉 - 邑楽郡邑楽町 - 〈行田市〉、整理番号43）として路線認定される[3]。
  - 同日、前々身にあたる群馬県道中野本郷足利線（邑楽郡邑楽町大字中野 - 〈足利市〉、整理番号225）を廃止[4]。
- 1974年（昭和49年）2月5日：認定[要検証 – ノート]
- 1993年（平成5年）5月11日：建設省から、県道足利邑楽行田線が足利邑楽行田線として主要地方道に指定される[5]。
- 1994年（平成6年） - 整理番号を20へ統一[要検証 – ノート]。

## 路線状況

### 重複区間
- 栃木県道8号足利館林線、栃木県道128号佐野太田線（起点 - 足利市梁田町）
- 群馬県道306号上中森鴻巣線（千代田町上中森・上中森交差点 - 終点）

### 路線変更
かつては足利市の福富町交差点（栃木県道8号足利館林線と交差）を起点とし、福富町で栃木県道40号足利環状線と交差、梁田町交差点で栃木県道128号佐野太田線と交差、下渋垂町交差点で国道50号と交差、東武伊勢崎線県駅の脇を通り、足利市県町 - 羽刈町交差点にかけて栃木県道278号中野福居線と重複する区間があった。川崎橋南交差点（野田町） - 久保田町交差点（久保田跨道橋・国道50号と交差） - 羽刈町交差点区間のバイパスが完成した後も、暫くはバイパスと旧道の両方が栃木県道20号足利邑楽行田線として指定されていたが、2009年（平成21年）に旧道が市道に降格し、現在はバイパスのみが県道20号として指定されている。

### 交差する河川
栃木県
- 姥川（姥川新橋、足利市久保田町 - 下渋垂町）
- 矢場川（押切橋、足利市羽刈町）
- 藤川（羽刈橋、足利市羽刈町 - 邑楽町中野）

群馬県
- 多々良川（堀田橋、邑楽町中野）
- 新堀川（百目鬼橋、邑楽町狸塚 - 赤堀）
- 新谷田川（長良前橋、館林市野辺町）
- 谷田川（上沼橋、千代田町萱野）
- 名称不明（新割橋、千代田町萱野）
- 五箇川（山王橋、千代田町上五箇 - 上五箇/上中森）
- 利根加用水（千代田橋、千代田町上中森・上中森交差点 - 上中森）
- 利根川（武蔵大橋（利根大堰）、千代田町上中森 - 行田市須加）

埼玉県
- 埼玉用水路（新小稲荷橋、行田市須加）
- 見沼代用水（荒木橋、行田市荒木）
- 星川（上星川橋、行田市荒木 - 小見）

※利根加用水〜星川は、群馬県道・埼玉県道306号上中森鴻巣線との重複区間に見られる。

## 地理

### 通過する自治体
- 栃木県
  - 足利市
- 群馬県
  - 邑楽郡邑楽町
  - 邑楽郡千代田町
  - 館林市[6]
  - 邑楽郡千代田町
- 埼玉県
  - 行田市

### 交差する道路
栃木県
- 栃木県道8号足利館林線・栃木県道128号佐野太田線（足利市野田町、起点）
- 栃木県道8号足利館林線・栃木県道128号佐野太田線（足利市梁田町）
- 国道50号（足利市久保田町・久保田町交差点、久保田跨道橋で立体交差）
- 栃木県道278号中野福居線（足利市羽刈町・羽刈町交差点）

群馬県
- 国道122号（群馬県道2号前橋館林線 重複）（邑楽町中野・中野向地交差点）
- 国道354号（邑楽町狸塚・狸塚南交差点）
- 群馬県道361号矢島大泉線（邑楽町狸塚・狸塚高原交差点）
- 群馬県道314号古戸館林線（邑楽町赤堀・鞍掛工業団地交差点）
- 群馬県道83号熊谷館林線（館林市野辺町・野辺町交差点）
- 群馬県道38号足利千代田線・群馬県道368号上中森川俣停車場線（千代田町上中森・上中森交差点、群馬県道306号上中森鴻巣線 起点）

埼玉県
- 埼玉県道59号羽生妻沼線（行田市須加・利根大堰交差点）
- 埼玉県道128号熊谷羽生線（行田市荒木・見沼中学前交差点）
- 埼玉県道7号佐野行田線・埼玉県道306号上中森鴻巣線（行田市小見・小見交差点）

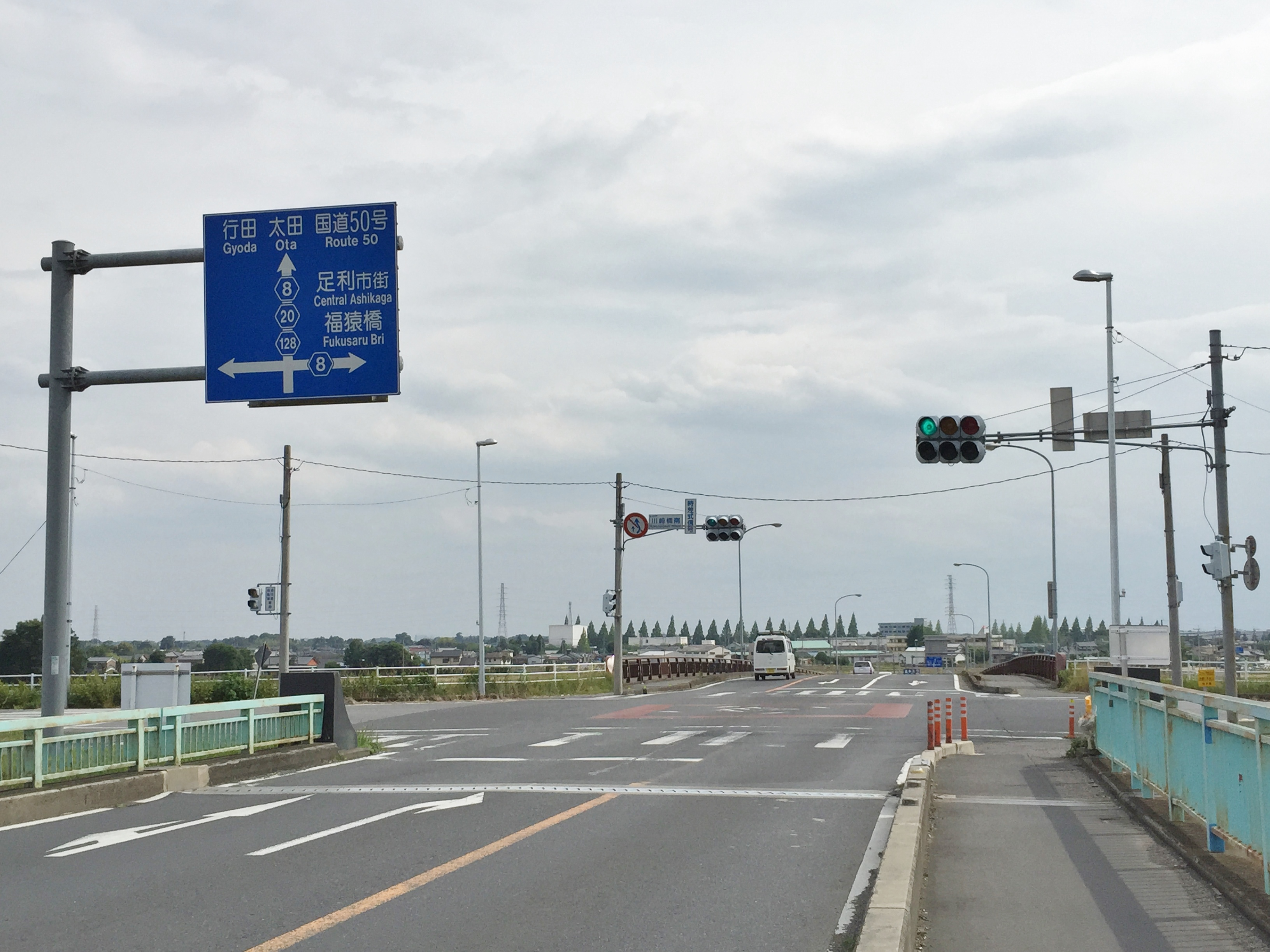
足利市・川崎橋南交差点 （起点、2015年6月） ↑（南・茂木高架橋）方向が県道8号・20号・128号、→（西）が8号、↓（北・川崎橋）が128号、←（東）が市道である
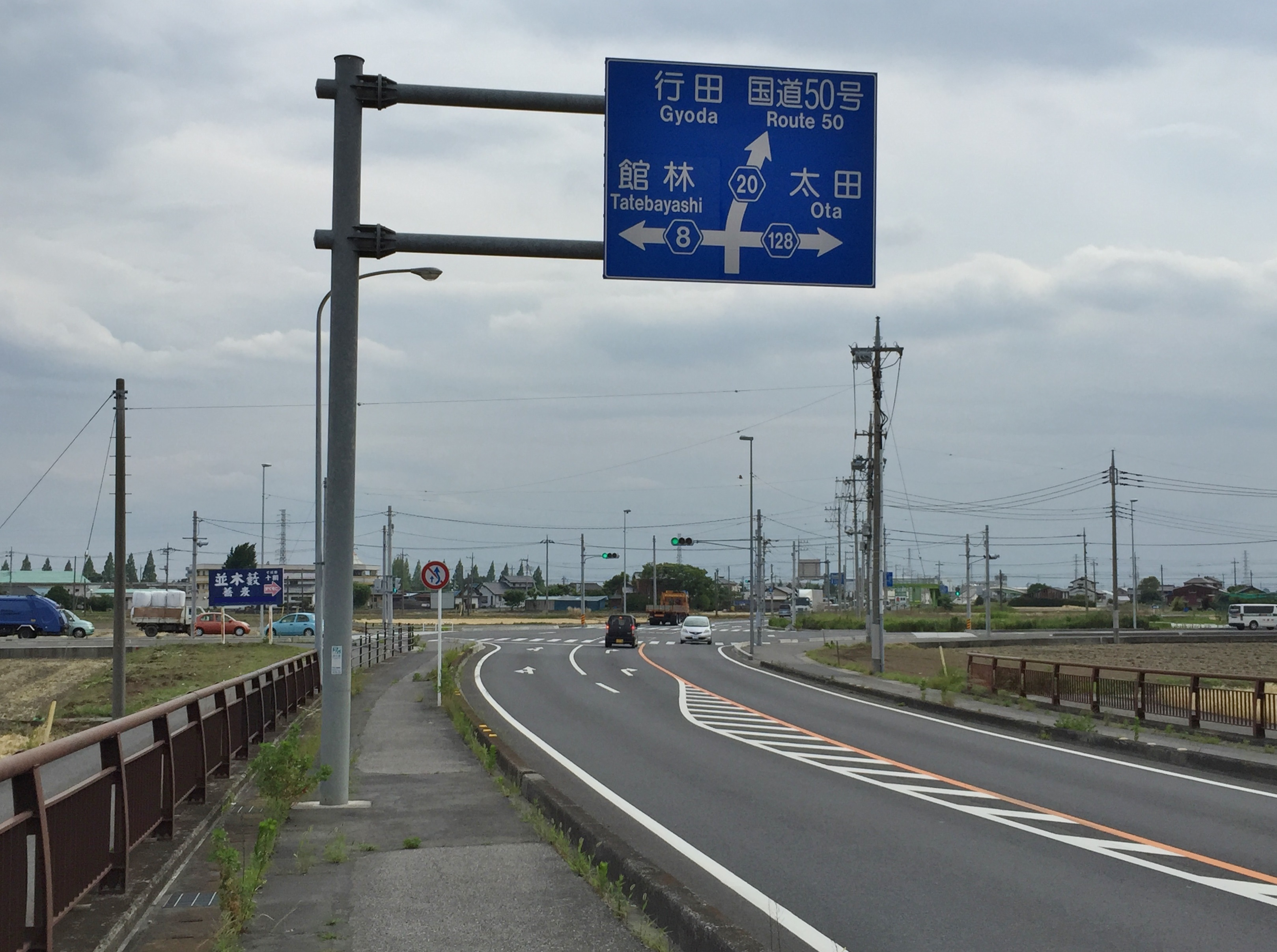
足利市・茂木高架橋（2015年6月） 起点から梁田町の十字路交差点を結び（野田町-久保田町-梁田町）、県道8号・20号・128号が重複している。この十字路で3路線はそれぞれ分岐、20号はここから単独区間となる
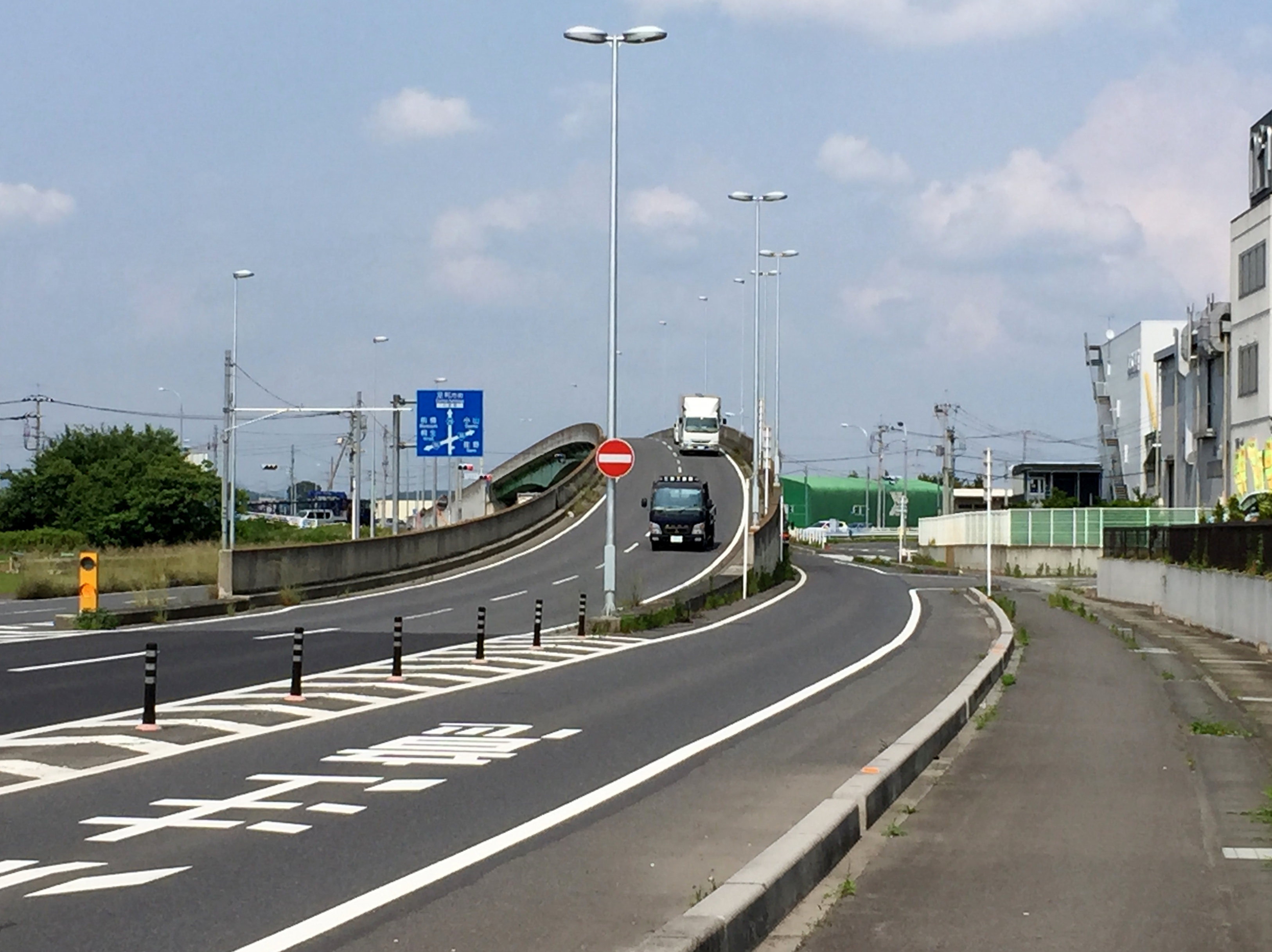
足利市久保田跨道橋 （久保田町付近、2015年6月） 国道50号をまたぐ。跨道橋の側道と国道50号が久保田町交差点で交差する。写真は起点方向を望む
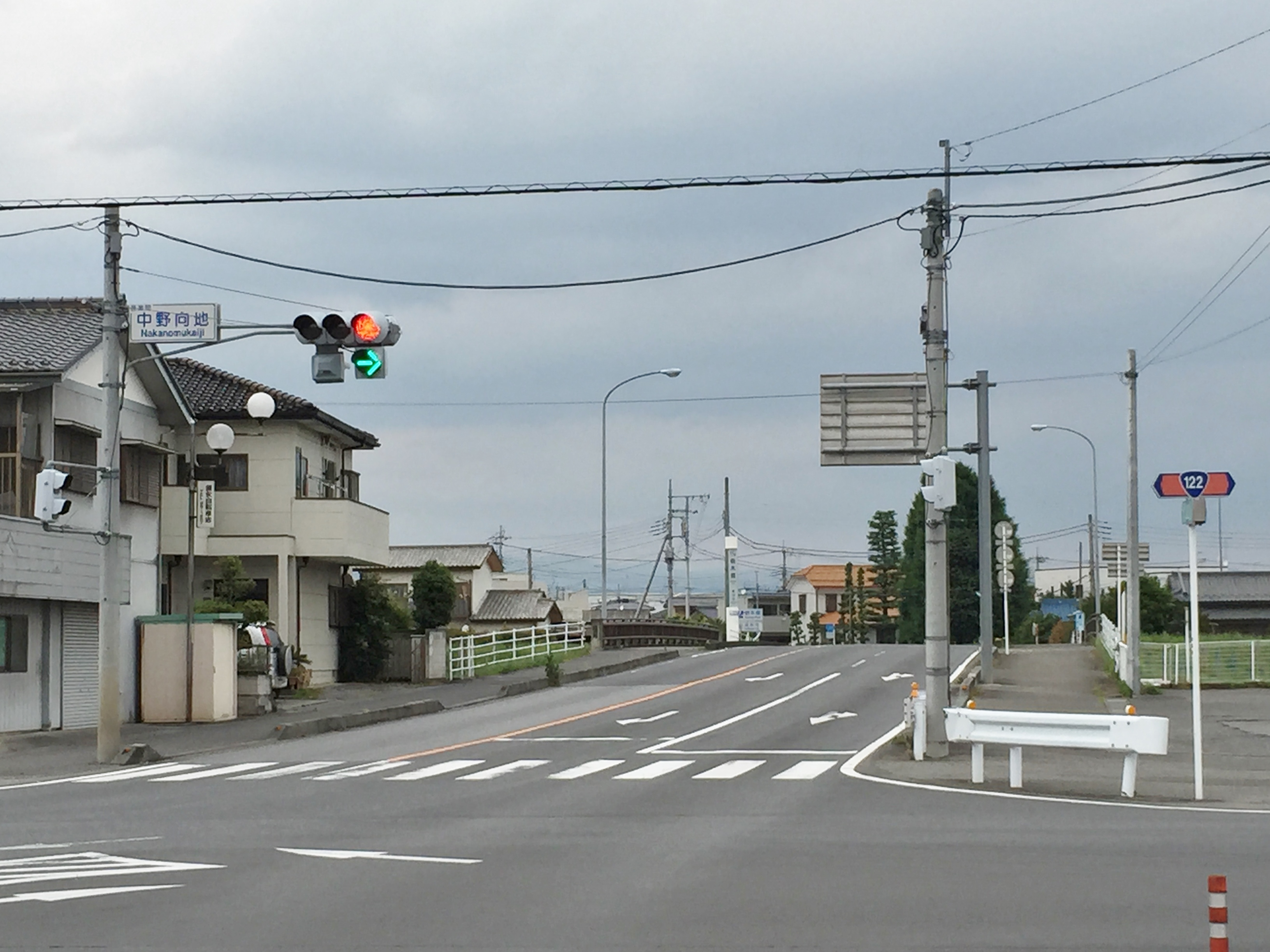
邑楽町・中野向地交差点 （中野、2015年6月） 起点方向を望む。奥（100m程先）に栃木・群馬県境（羽刈橋）がある。
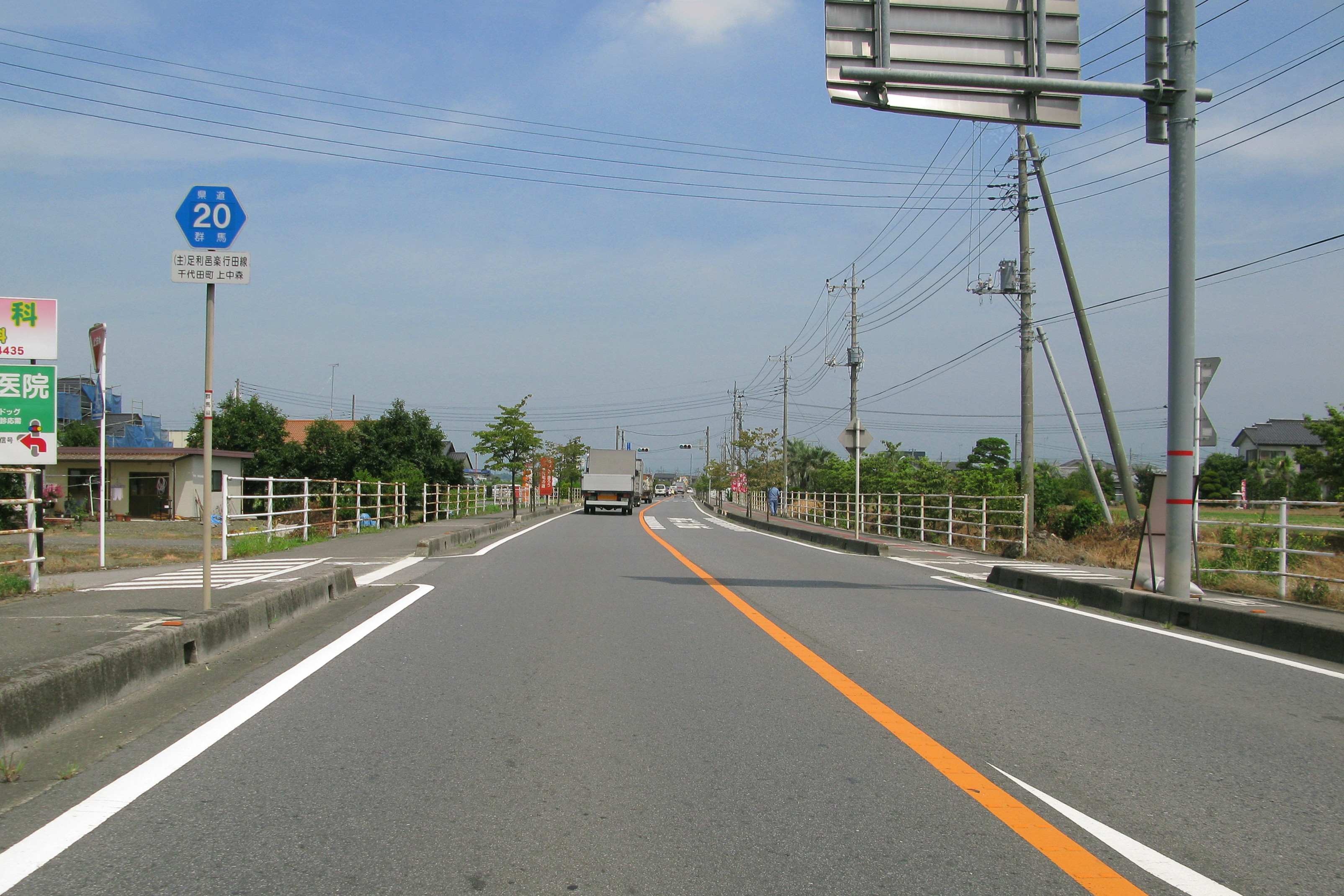
千代田町上中森地区（2012年8月）
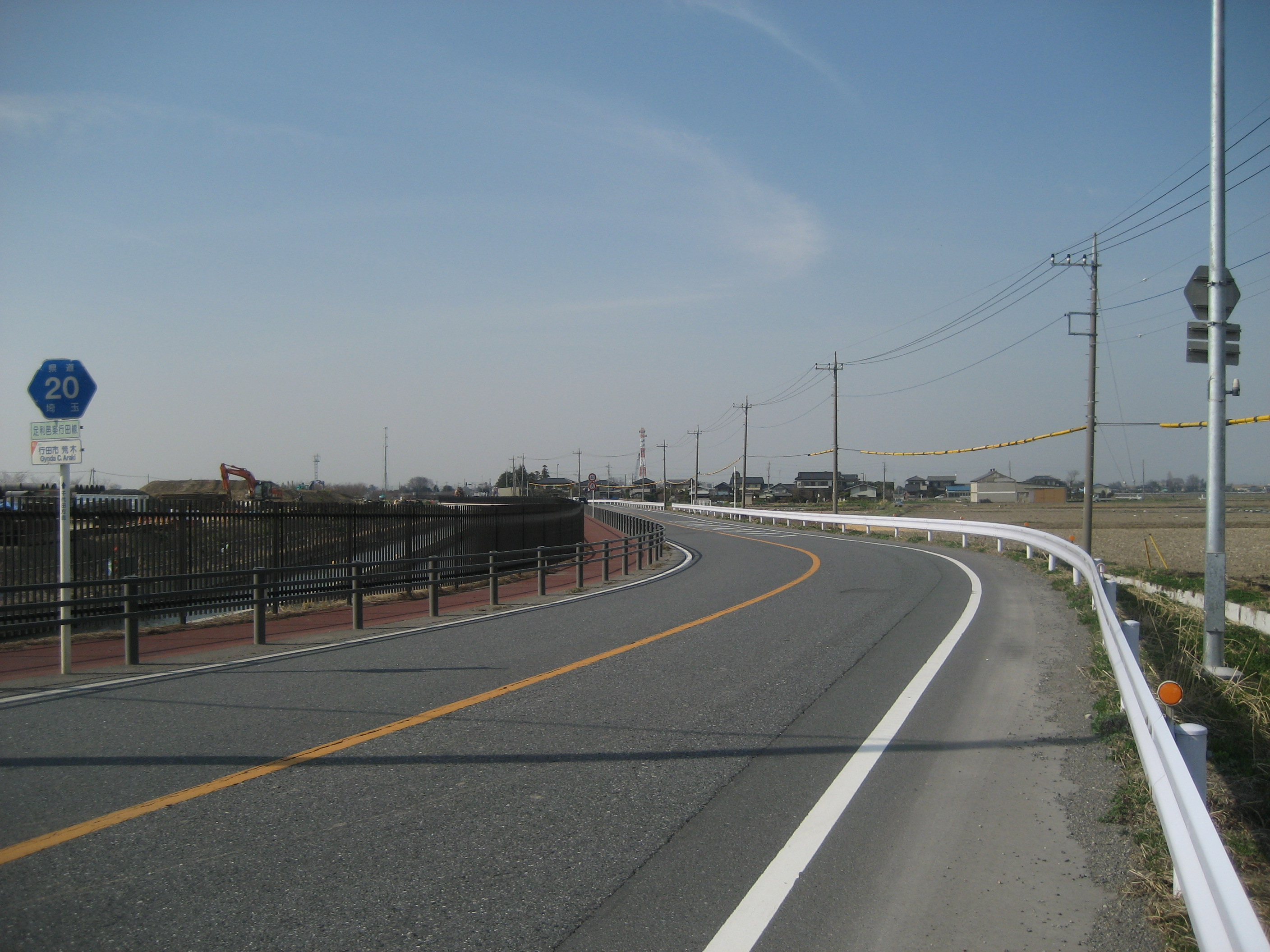
埼玉県行田市荒木付近

### 沿線にある施設など
栃木県
- 久保田工業団地（足利市久保田町）
- 西久保田工業団地（足利市久保田町）
- 八坂第二工業団地（足利市羽刈町）
- 八坂工業団地（足利市羽刈町）
- 足利警察署羽刈町駐在所（足利市羽刈町）
- 羽刈工業団地（足利市羽刈町）

群馬県
- 邑楽町立中野小学校（邑楽町中野）
- 中野郵便局（邑楽町中野）
- 東武小泉線本中野駅（邑楽町中野）
- 新中野団地（邑楽町新中野）
- 邑楽町保健センター（邑楽町中野）
- 邑楽町シンボルタワー未来MiRAi （邑楽町中野）
- 邑楽町役場（邑楽町中野）
- 邑楽町立図書館（邑楽町中野）
- 永明寺のキンモクセイ（邑楽町中野・国の天然記念物）
- おうら中央公園（邑楽町中野/光善寺）
- 鞍掛第三工業団地（邑楽町赤堀）
- 鞍掛第一工業団地（邑楽町赤堀/館林市野辺町）
- 野辺流通団地（館林市野辺町）
- ふれあいタウンちよだ（千代田町萱野/上中森）[7]
- 千代田工業団地（千代田町昭和）
- 富永郵便局（千代田町上中森）
- 利根大堰（千代田町上中森/行田市酒巻）

埼玉県
- 水資源機構利根導水総合事業所（行田市須加）
- 見沼代用水元圦公園（行田市須加）
- 行田市立見沼中学校（行田市荒木）

※利根大堰〜見沼中学校は、群馬県道・埼玉県道306号上中森鴻巣線との重複区間に見られる。